# ペリ環状反応
ペリ環状反応（ペリかんじょうはんのう、英: Pericyclic reaction）あるいは周辺環状反応（しゅうへんかんじょうはんのう）とは、π電子系を含む複数の結合が環状の遷移状態を経て反応中間体を生成せずに同時に形成、切断される反応様式のこと。電子環状反応、環化付加反応、キレトロピー反応、シグマトロピー転位、エン反応の5つに大分される。
電子環状反応ブタジエンや 1,3,5-ヘキサトリエンのような鎖状の共役π電子系の末端で閉環してシクロブテンや1,3-シクロヘキサジエンのような環状π電子系を生成する反応。
環化付加反応ブタジエンのような1,3-共役ジエンがエチレンのような不飽和化合物に付加して環化し、6員環の生成物が得られる反応（ディールス・アルダー反応）や、ニトロン (H2C−–N+=O) のような 1,3-双極子化合物とエチレンのような不飽和化合物が付加して環化し、5員環の生成物が得られる反応（1,3-双極子付加反応）。
キレトロピー反応1,3-ブタジエンと二酸化硫黄が反応して環状不飽和スルホンが生成するような反応と、その逆反応。環化付加反応で生成する2つの σ結合が同一原子上で生成する特殊な例とも言える。
シグマトロピー転位1,5-ヘキサジエンの 3,4 位間の C–C 結合が切断されると同時に 1,6 位間で C–C 結合が生成し、同時に π結合が移動する反応（コープ転位）や、アリルビニルエーテルのアリル基との C–O 結合が切断されると同時にアリル末端の炭素とビニル末端の炭素との間に C–C 結合が生成し、同時に π結合が移動して4-アルケニル-1-オンが生成する反応（クライゼン転位）。
エン反応プロペンのようなアリル位に水素を持つ不飽和化合物からエチレンのような不飽和化合物へアリル位の水素が移動すると同時に、π結合の移動と C–C 結合の生成が起こる反応。
これらの反応の機構や選択性はフロンティア軌道理論やウッドワード・ホフマン則で説明される。